# Neil Redfearn
Neil David Redfearn (Dewsbury, 20 de junho de 1965) é um ex-futebolista e treinador de futebol britânico que atuava como meio-campista. Atualmente está sem clube.
É um dos jogadores que mais disputaram partidas oficiais por clube ou seleção, tendo entrado 981 vezes em campo (entre Campeonato Inglês, divisões inferiores e Copas nacionais).

## Carreira
Nascido em Dewsbury (próxima a Leeds), Redfearn jogou nas categorias de base do Nottingham Forest até 1982, porém não chegou a ser integrado ao time principal. Sua estreia como atleta profissional foi no mesmo ano, pelo Bolton Wanderers.
Em sua carreira, jogou em 20 clubes diferentes da Inglaterra, com destaque para o Barnsley, onde atuou em 338 partidas (entre Campeonato Inglês e Copas) e fez 72 gols, além de ser incluído no Hall da Fama do clube. Ainda fez sucesso por Lincoln City, Crystal Palace e Oldham Athletic, vestindo também as camisas de Doncaster Rovers, Watford, Charlton Athletic, Bradford City, Wigan Athletic, Halifax Town, Boston United (onde chegou a atuar com Paul Gascoigne, este já em final de carreira), Rochdale, Scarborough, Bradford Park Avenue, Stocksbridge Park Steels, Frickley Athletic, Bridlington Town, Emley e Salford City, onde se aposentaria em 2008, aos 42 anos.

## Carreira de treinador
Enquanto ainda jogava pelo Halifax Town, Redfearn foi nomeado técnico interino dos Shaymen em 2001, juntamente com o goleiro Tony Parks, substituindo Paul Bracewell. O meio-campista voltaria a treinar o Halifax em 2002, desta vez no lugar de Alan Little, que decidira deixar o clube. Trabalhou ainda como jogador e técnico do Scarborough na temporada 2005-06, e paralelamente aos compromissos com o Stocksbridge Park Steels, comandaria o Northwich Victoria. Antes da aposentadoria, comandou interinamente o York City em 2008.
No Leeds United, chegou a treinar interinamente o clube em 3 oportunidades, chegando a ser efetivado em 2014. Após 6 meses, deixou o Leeds em maio de 2015 depois de 33 partidas disputadas. Treinaria também o Rotherham United, o Doncaster Rovers Belles e o Liverpool Women até 2018, quando exerceu o cargo de auxiliar-técnico do time Sub-23 do Newcastle United.
Voltaria a comandar equipes em 2020, exercendo a função no time feminino do Sheffield United por 2 anos. Seu último trabalho foi no Farsley Celtic, mas sua passagem durou apenas 3 semanas em janeiro de 2025.

## Títulos
Oldham Athletic
- Football League Second Division (1): 1990–91

## Individuais
- Jogador do Ano do Barnsley: 1993–94[7]